# 神経遮断麻酔
神経遮断麻酔(しんけいしゃだんますい、neuroleptoanesthesia: NLA)は、抗精神病薬（旧称、メジャートランキライザー又は神経遮断薬）又は精神安定剤と、強力なオピオイド鎮痛剤を組み合わせて、周囲に無関心かつ、無痛の状態にするという麻酔法である。
神経遮断薬の語源は、ギリシャ語のlepsis（「発作」）である。 麻酔科医のDe CastroとMundeleerは抗精神病薬（別名、神経遮断薬または精神安定剤）を研究し、神経遮断鎮痛 (しんけいしゃだんちんつう、neuroleptoanalgesia: NLA)という用語を作り出した。
この麻酔法は1960年代以降に広く行われるようになった当初はフェノペリジンとハロペリドールの組み合わせが用いられ、その後1980年代前半にフェンタニルとドロペリドールの組み合わせが主流となった。 また、1つの分子で両方の作用を併せ持つ化合物の開発にも力が注がれた。 神経遮断薬による健忘は不完全だった。この技術は、より近代的な鎮静薬剤の組み合わせの出現であまり普及しなくなったが、近年でもまれに、2.5mgのドロペリドールと50μgのフェンタニルを併用することがあった(50：1の比率)。この組み合わせは、無動、鎮痛、むらのある健忘が特徴である。ドロペリドールとフェンタニルをこの比率で配合したタラモナールは日本では、1971年より薬価収載となっていたが、2021年3月、販売終了となった。薬剤の組み合わせとしてはドロペリドールのかわりにジアゼパム、フェンタニルのかわりにペンタゾシンも用いられ、NLA変法と呼ばれた。本麻酔法は1990年代までは医学中央雑誌で多くの症例報告が確認できるが、2000年代以降、稀となっている。近年は、神経遮断薬よりも、調節性が良好で確実な鎮静効果の得られるプロポフォール(1995年薬価収載)と、フェンタニルないしはレミフェンタニルを組み合わせた、全静脈麻酔法が麻酔法の一翼を担うに至っている。